# فائزه ابراهیم
فائزه ابراهیم (انگلیسی: Faiza Ibrahim؛ زادهٔ ۲۲ مارس ۱۹۹۰) بازیکن فوتبال اهل غنا است.
وی همچنین در تیم‌های ملی فوتبال Ghana women's national under-20 football team و زنان غنا بازی کرده‌است.